# Zainab Ibrahim Kuchi
Hajiya Zainab Ibrahim Kuchi foi nomeada Ministra de Estado da Nigéria para o Poder e Ministra dos Assuntos do Estado do Delta do Níger pelo ex-presidente Goodluck Jonathan. Ela foi nomeada em julho de 2011. Ela também é uma empresária fundadora e CEO do Daralkuchi Group.

## Carreira
Zainab também é advogada e empresária com mais de trinta e cinco anos de experiência jurídica e administrativa. Ela começou em 1981, quando trabalhou na sede do judiciário do Estado do Níger. Depois do seu NYSC, ela foi contratada para trabalhar com o Ministério da Justiça em Minna e serviu lá durante cerca de oito anos e meio. Zainab trabalhou no Banco Central da Nigéria de maio de 1989 até dezembro de 2004, quando se retirou para abrir a sua própria empresa de consultoria jurídica. Ela também é a fundadora e CEO do Daralkuchi Group.

### Carreira política
O ex-presidente Jonathan nomeou-a ministra no seu governo para representar o estado do Níger. Ela também foi nomeada Ministra de Estado do Poder. Em novembro de 2011, ela anunciou a assinatura de um acordo com a Sinohydro Corporation. A estatal chinesa deveria construir uma usina hidroeléctrica de 3.050 megawatts em Mambilla, Plateau, no estado de Taraba. No dia 30 de outubro de 2012, após uma reunião do Conselho Executivo Federal (FEC), o presidente Jonathan ordenou que ela trocasse o seu papel com o ex-ministro de Estado para Assuntos do Delta do Níger, Dairus Ishaku. O presidente Jonathan disse que a pequena remodelação do governo foi para fortalecer os sectores a fim de atender às expectativas dos nigerianos.
Em 11 de setembro de 2013, Zainab foi demitida do cargo de ministra do Poder durante uma reunião da FEC juntamente com outros oito ministros.
Em 2014, ela foi nomeada coordenadora da campanha presidencial de Goodluck Jonathan para o estado do Níger.